# Takács Vera
Takács Vera (Nagykanizsa, 1946. április 9.) szerkesztő, rendező, dramaturg.

## Életpályája
Szülei Takács István és Aradi Erzsébet. Ikertestvére tíz hónaposan halt meg diftériában. 1947-ben Nagykanizsáról Balatonboglárra költöztek szülei. Általános és középiskolai tanulmányait Tabon végezte el. 1964-1965 között Karádon óvónőként dolgozott. 1965-1970 között az ELTE BTK magyar történelem szakos hallgatója volt. 1970-2007 között a Magyar Televízió gyermekműsorok szerkesztőségén dolgozott, mint főmunkatárs. Ismeretterjesztő sorozatokat és játékfilmeket egyaránt készített. Szerkesztői munkájának fontos állomása volt az 1972-ben elkészült, Kemény Henrik legismertebb műveit megörökítő sorozat, a Vitéz László és a többiek. Dramaturgként rátalált Süsü, a sárkány figurájára, és elérte, hogy a történetből bábfilm készüljön. 1979-től rendezőként kezdett dolgozni. Több kisjátékfilm sorozat (Őrsbéli krónikák, Kicsi a bors...) után, 1986-ban mutatták be a nagy sikerű A világ legrosszabb gyereke című játékfilmjét. 1989 és 1997 között készítette a Kölyökidő (Kamaszodó Kamaszadó) című sorozatát, melynek író-rendezője volt. Nyugdíjba vonulását követően, 2007–2013 között a Gyermekszínházi Portál internetes újság főszerkesztője volt. 2010-2011 között a Bálint Ágnes Műhely művészeti vezetőjeként dolgozott. 2011-2012 között az MTVA Gyermek és Ifjúsági Főszerkesztőségének tanácsadója volt. 2014-2017 között a Debreceni Egyetem Néprajz Tanszékén médiaismereti szemináriumot vezetett. 2018-tól a Filmesház Magyar Televízió történetét kutató munkájában vesz részt, az Arcélek című sorozat egyik szerkesztője.  
2018 végén az Új Pedagógia Szemlében megjelent Volt egyszer egy gyerektelevízió címmel a Gyermektelevízió történetét áttekintő tanulmánya.

## Filmjei
- Vitéz László és a többiek (1972-1973)
- Papírsárkány (1972-1976)
- Süsü, a sárkány (1976-1986)
- Magyarország állatai (1977-1978)
- Sulikomédiák (1979-1997)
- Őrsbéli krónikák (1979-1984)
- Játékszüret (1982-1983)
- Mikkamakka, gyere haza! (1982)
- Mentsük meg Bundert Boglárkától (1982)
- Fürkész történetei (1983)
- Reggelire legjobb a puliszka (1983)
- Barackvirág (1983)
- Kicsi a bors (1983-1985)
- Csörgősipka (1984-1985)
- Már megint a 7.B! (1986)
- Dörmögőék kalandjai (1987)
- A világ legrosszabb gyereke (1987)
- Tűrhető Lajos (1988)
- Öcsi, a sztár (1988)
- Kölyökidő (1989-1996)
- Dörmögőék legújabb kalandjai (1990-1991)
- Csereszerelem (1994)
- Nem vagyok már gyerek (1995)
- A jégpályák lovagja (1997)
- Nekem nyolc (1997-1998)
- Velem mindig történik valami (2002)
- Galambnagymama (2002)
- Mi, szemüvegesek (2004)
- Magyar elsők (2004-2009)
- Klipperek (2005)
- Melyiket a kilenc közül? (2006)
- Az elvarázsolt egérkisasszony (2007-2012)

## Díjai
- Balázs Béla-díj (2003)
- a Kamera Hungária-fesztivál alkotói díja (2003)

## Önálló kötete
- Tízen túliak könyve. Rádióhallgató és tévénéző gyerekeknek; összeáll. Egyed László, Takács Vera; RTV-Minerva, Bp., 1982